# شمال بزرگ (انیمیشن)

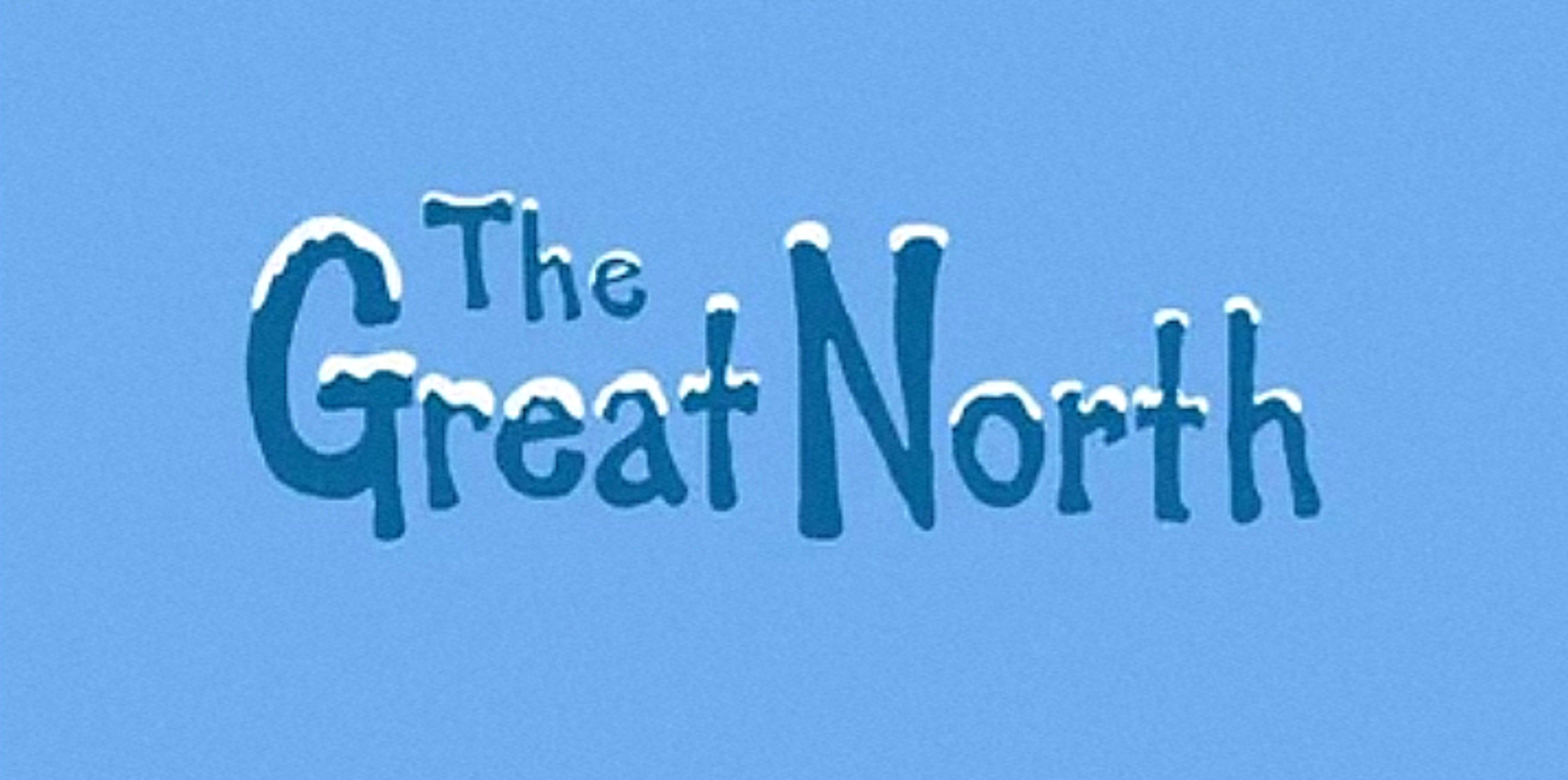
عکسی از تیتراژ شمال بزرگ

شمال بزرگ (به انگلیسی: The Great North) یک انیمیشن سریال کمدی آمریکایی مخصوص بزرگسالان است که توسط لیزی مولینوکس-لوژلین و وندی مولینوکس ساخته شده‌ است. لورن بوچارد به عنوان تهیه‌کننده اجرایی فعالیت می‌کند؛ این سریال مانند سریال‌های قبلی بوچارد برگری باب و پارک مرکزی است. این سریال در ۳ ژانویه ۲۰۲۱ پخش شد. نیک آفرمن، جنی اسلیت، ویل فورته، دولسه اسلون، پل راست، آپارنا نانچرلا، مگان مولالی و آلانیس موریست در این انیمیشن به صداپیشگی پرداخته‌اند. در ژوئن ۲۰۲۰، این سریال برای فصل دوم قبل از پخش آن تمدید شد. در ماه مه ۲۰۲۱، این سریال پس از پخش فصل اول آن برای فصل سوم تمدید شد. فصل دوم برای اولین بار در ۲۶ سپتامبر ۲۰۲۱ پخش شد. فصل سوم قرار است در ۲۵ سپتامبر ۲۰۲۲ پخش شود.

## پخش صوتی
- نیک آفرمن در نقش بیف توبین، قهرمان اصلی داستان که یک ماهیگیر و پدر چهار فرزند مطلقه است. بیف هنوز با رها شدن توسط همسر سابقش کاتلین کنار می آید. با وجود اینکه همه بچه های توبین حقیقت را می دانستند، او سال ها وانمود کرد که او به طرز غم انگیزی مرده است. او پدری حامی است که فرزندانش را تشویق می کند که دیگران را دوست داشته باشند و به آنها احترام بگذارند، اگرچه گاهی اوقات با تغییرات زیادی که در زندگی آنها اتفاق می افتد دست و پنجه نرم می کند و نگران است که آنها از هم جدا شوند.[۱]
- جنی اسلیت در نقش جودی توبین، یک دختر شانزده ساله متمایل به هنر و تنها دختر بیف. جودی عاشق خانواده اش است و با برادر "دوقلوی آلاسکایی" خود هام پیوند عمیقی دارد (آنها دوقلوهای واقعی نیستند، اما با فاصله 9 ماه به دنیا آمده اند). او رویای کاوش در جهان فراتر از زادگاه کوچک و دورافتاده آنها را دارد.[۲]
- ویل فورته در نقش ولف توبین، پسر بزرگ بیف و شوهر هانی بی. ولف که یک مرد جوان حساس و خوش بین است، آرزو دارد پدرش را مغرور کند، اگرچه اشتیاق او اغلب او را فراتر از عمق خود قرار می دهد.[۱]
- دولسه اسلون در نقش هانی بی شاو، همسر آفریقایی-آمریکایی ولف. او با اعتماد به نفس و ماجراجویی، پس از عاشق شدن با ولف، از زادگاهش فرسنو نقل مکان کرد و اکنون در حال تطبیق با زندگی در یک شهر کوچک ماهیگیری آلاسکا است.[۱]
- پل راست در نقش هام توبین، پسر وسط بیف. هام آشکارا همجنس گرا است که خانواده اش آن را پذیرفته اند. او با خواهر "دوقلوی آلاسکایی" خود جودی پیوند عمیقی دارد و آنها اغلب در تلاش های خلاقانه با یکدیگر همکاری می کنند. او از پخت و پز لذت می برد و پس از دستگیری نفر قبلی، مخفیانه «خانم کیک» شهر می شود.  او خواننده گروه اول پانک لون موس است.[۱]
- آپارنا نانچرلا در نقش مون توبین، کوچکترین پسر بیف، که رفتار رواقی بیف و اشتیاق به رفتار در فضای باز دارد. علیرغم اینکه مون تنها 10 سال سن دارد، از حیات وحش ترسناک آلاسکا نمی ترسد، و اغلب دیده می شود که برای حیوانات مختلف تله می سازد (از باقرقره تا بیگ فوت) یا در حال کاوش در بیابان اطراف خانه خانواده است. مون تقریباً همیشه یک لباس خرس مانند می پوشد، حتی در مدرسه.[۱]